# Pylyp Budkivskyi
Pylyp Viatcheslavovytch Budkivskyi (en ukrainien : Пилип В'ячеславович Будківський), né le 10 mars 1992 à Kiev, est un footballeur ukrainien qui évolue au poste d'attaquant au Zorya Louhansk.

## Biographie

### En club
Pylyp Budkivskiy débute au FC Chakhtar Donetsk. En 2011, il est prêté au FK Marioupol, avant d'y être transféré définitivement.
En 2013, il fait son retour au Chakhtar Donetsk, où il est prêté successivement au PFC Sébastopol et au Zorya Louhansk.
Avec le club du Zorya Louhansk, il dispute neuf matchs en Ligue Europa. Lors de cette compétition, il inscrit un but contre le club albanais de Laçi en juillet 2014.
Le 10 juillet 2017, il est prêté pour six mois au KV Courtrai, en Belgique.
Le 14 juin 2018, il est prêté pour une saison au FC Sochaux-Montbéliard. Il fait ses grands débuts en Ligue 2 lors de la 1re journée de l'édition 2018-2019 (défaite 1 à 0 à Grenoble). Il inscrit un but contre son camp lors de la troisième journée mais le FCSM s'impose tout de même à Ajaccio par 3 buts à 2.

### En équipe nationale
Budkivskiy est convoqué dans les différentes équipes nationales de jeunes d'Ukraine : moins de 16 ans, de 17 ans, de 18 ans, de 19 ans et espoirs (de 2011 à 2013). 
En 2014, il fait ses débuts en équipe d'Ukraine. Il joue à cet effet le 9 octobre 2014 un match contre la Biélorussie entrant dans le cadre des éliminatoires de l'Euro 2016 (victoire 0-2).
Quelques mois plus tard, le sélectionneur Mykhailo Fomenko le retient afin de disputer l'Euro 2016 organisé en France. Il ne dispute pourtant aucun match et l'Ukraine termine dernière de son groupe (composé de l'Allemagne, la Pologne et l'Irlande du Nord).